# Medence (földrajz)

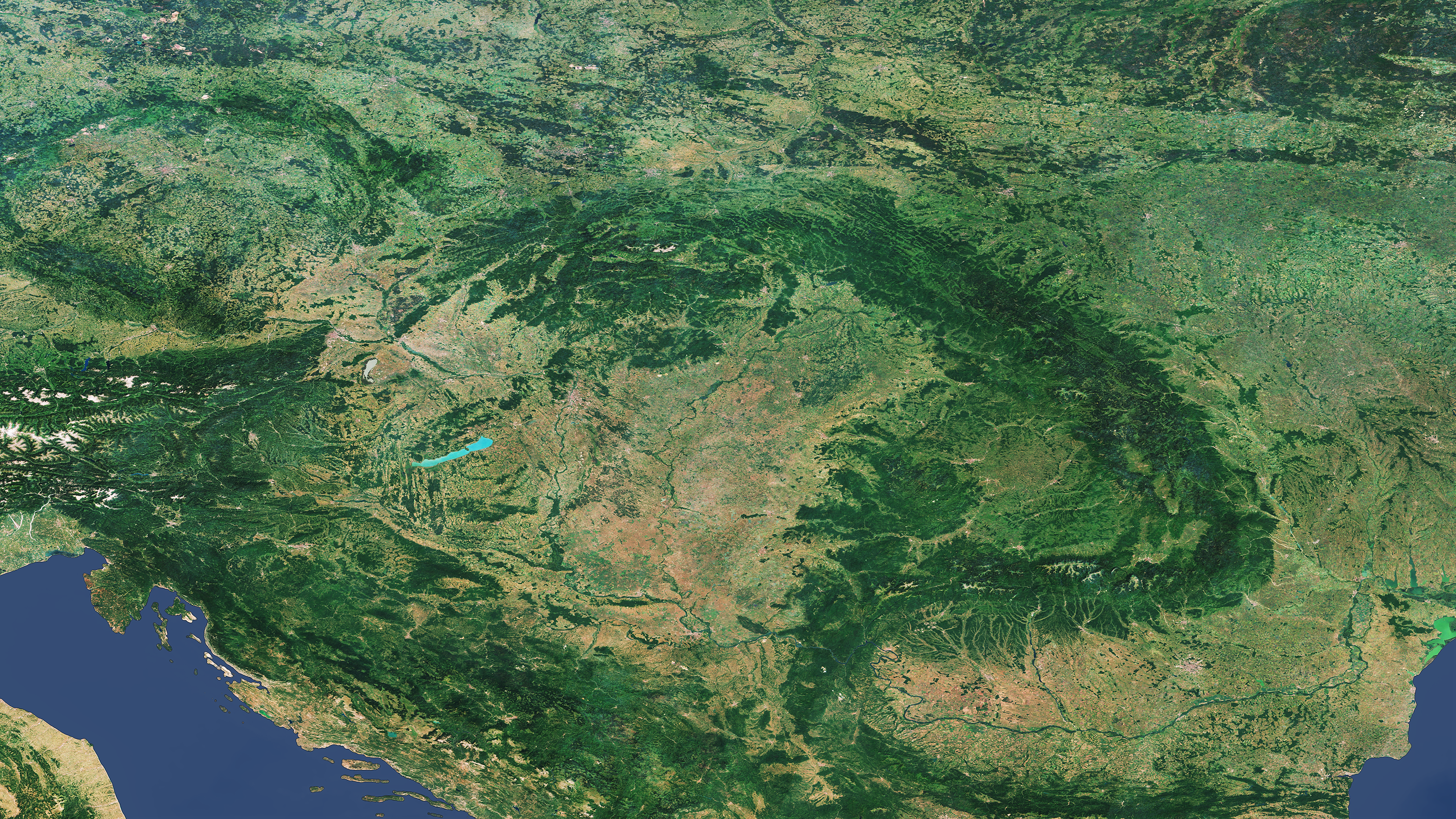
Felhőmentes műholdkép a Kárpát-medencéről

A medence mint földrajzi  fogalom általában hegyláncoktól körülfogott területet jelent. A medence általában nagyobb, többé-kevésbé zárt, homorú felszínű alakulat. Lehet egészében sík, de lehet tagolt is, síkságok, dombságok, középhegységek váltakozhatnak benne.
Magyarország szempontjából kiemelkedő jelentőségű a Kárpát-medence.